# Maserati Quattroporte
El Maserati Quattroporte es un automóvil sedán de lujo, producido por el fabricante italiano Maserati desde 1963. El nombre, traducido directamente del italiano significa «cuatro puertas». Han existido seis generaciones del coche, cada una separada por un período de aproximadamente cinco años.

## Quattroporte I (1963 - 1969)

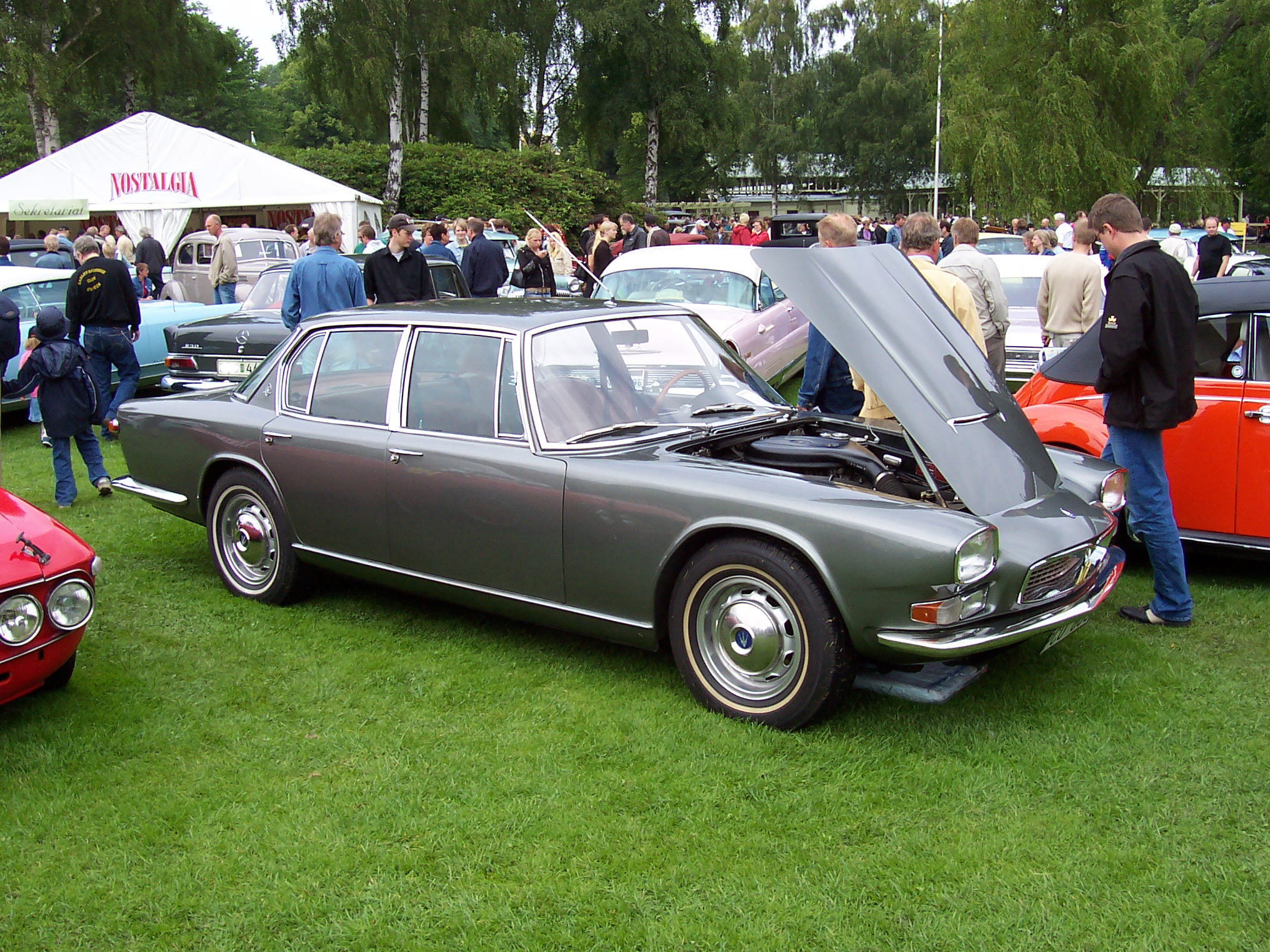
Maserati Quattroporte I

En los años 1960, Maserati contaba con muy buena reputación, y cada vez con un mayor éxito de ventas. El príncipe Karim Aga Khan llegó a ordenar la fabricación de un Maserati 5000 GT, con chasis n.º 103.060, que fue diseñado por Pietro Frua.
Al año siguiente, Maserati mostró la primera generación del Quattroporte de 1963, que tenía una sorprendente similitud con el 5000 GT diseñado por Frua.
Al Quattroporte de 1963 "Tipo 107", también diseñado por Frua, se sumaron otros dos notables "gran turismo", el Facel Vega y el Lagonda Rapide, con los que se podía viajar cómodamente a 200 km/h en las nuevas autopistas en Europa. Sin embargo, del Quattroporte se puede decir que ha sido el primer coche diseñado específicamente para este propósito.
Fue equipado con un V8 de 4.1 L, que producía 256 CV (191 kW) a 5.600 rpm. Montaba una caja de cambios ZF manual de cinco velocidades o una caja de cambios automática de tres velocidades.
Maserati constató una velocidad máxima de 230 km/h.
En 1966, se revisó el diseño del Maserati "Tipo 107", con la adición de dos nuevos faros delanteros (que ya formaban parte del modelo de EE. UU.) y, a partir de 1968, un 4,7 L, de 295 CV (220 kW).
Alrededor de 500 unidades de la segunda serie se construyeron. La producción se detuvo en 1969.[cita requerida]

## Quattroporte II (1974 - 1978)

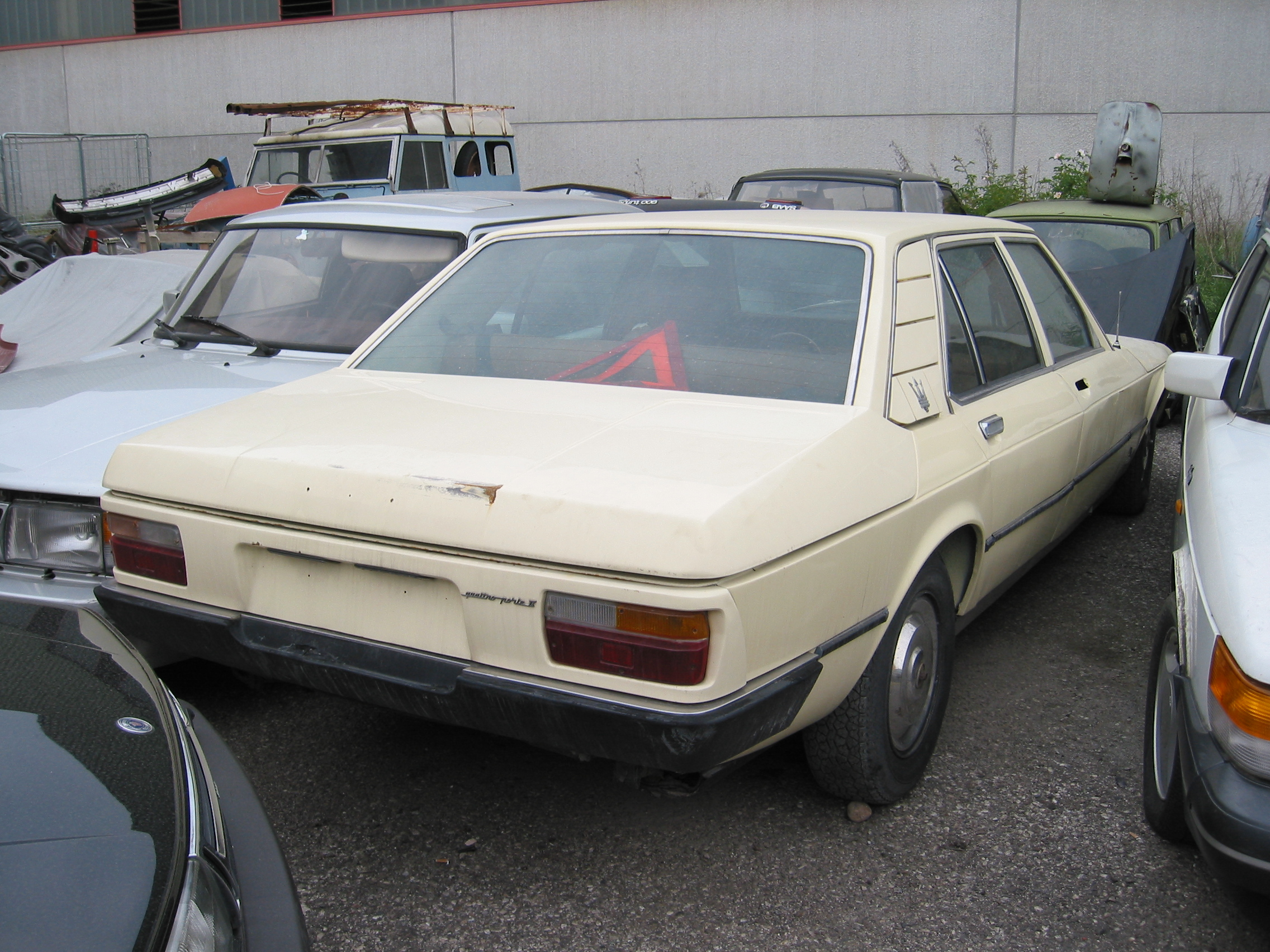
Maserati Quattroporte II

En 1974, en el show de Turín, Maserati presentó la segunda versión del Quattroporte sobre el chasis de un Citroën SM, ya que Citroën había adquirido la empresa italiana. Tenía un diseño angular realizado por la carrocera Bertone, con la colaboración de Marcello Gandini. Fue el único Maserati Quattroporte con una suspensión hidroneumática y tracción delantera, también tuvo faros direccionales similares al modelo DS de Citroën. Sin embargo, debido a la crisis del petróleo en 1973 se mermó la demanda de estos vehículos. Por otra parte, el modesto V6 a partir del motor de Merak y el Citroën SM (con menos de 200 caballos de fuerza) no atraía a muchos clientes. Seis de ellos fueron originalmente modelos de preproducción y los otros siete fueron construidos entre 1975 y 1978.[cita requerida]

## Quattroporte III (1979 - 1988)

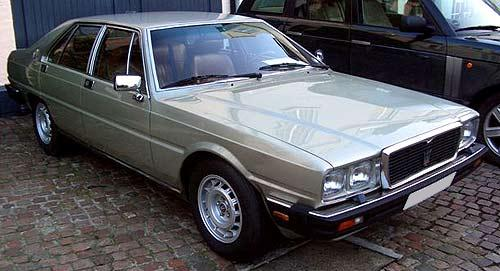
Maserati Quattroporte III

El reciente jefe de diseño Alejandro De Tomaso, considerado como "hombre de negocios" por Maserati, supuso la producción del Quattroporte III como algo personal a partir de 1976. Se trataba de una tracción trasera, impulsado por un gran motor V8. Es importante recalcar que De Tomaso quería un vehículo italiano para competir con el recién inaugurado de Mercedes-Benz 450SEL 6.9.
Las cifras de producción del Quattroporte III son las siguientes:
- Se fabricaron 1876 unidades del Quattroporte III entre 1979 y 1988.
- Los restantes 55 vehículos fueron "Royales" y fueron fabricados entre 1984 y finales de 1988.
- En EE. UU. un automóvil costaba 80.000 $ y cada unidad se construía a pedido únicamente.
- El Quattroporte III marcó la diferencia en la construcción tradicional italiana de coches especializados para los mercados.
- Todas las juntas y costuras exteriores se llenaron para dar una apariencia perfecta.

En 1976, Giorgetto Giugiaro presentó dos Italdesign en plataformas Maserati, llamados Medici I y Medici II. Este último en particular, presentó varias características aplicadas en la producción del Quattroporte III. A finales de 1976, anunció el Maserati Quattroporte III "Tipo AM 330", que tuvo muchos componentes de los Medici, sobre la base del Kyalami cupé que, a su vez, se basaba en el De Tomaso. Especial estilo se hizo hincapié en la linealidad, que también fue útil para la reducción de los costos de fabricación.
En 1976, el Quattroporte III fue lanzado como "4porte", con un motor de 4.2 L y 251 CV (187 kW), más tarde 238 CV (177 kW). También estaba disponible un V8 de 4.9 litros (280 CV a 5800 rpm). Una característica distintiva del vehículo era su suntuoso y delicado interior. El coche fue diseñado por Italdesign Giugiaro, la empresa carrocera de Giorgetto Giugiaro. En 1979, el Quattroporte tiene su verdadero nombre y fue construido de nuevo con los motores de 4,2 L y 4,9 L, y también con un nuevo motor de 278 CV (207 kW). El motor más pequeño se dejó de usar en 1981.
En 1986 apareció una nueva versión, el Maserati Royale, un vehículo «ultralujoso» derivado de la versión Quattroporte III. El motor fue actualizado a 295 CV (220 kW).[cita requerida]

## Quattroporte IV (1994 - 2000)

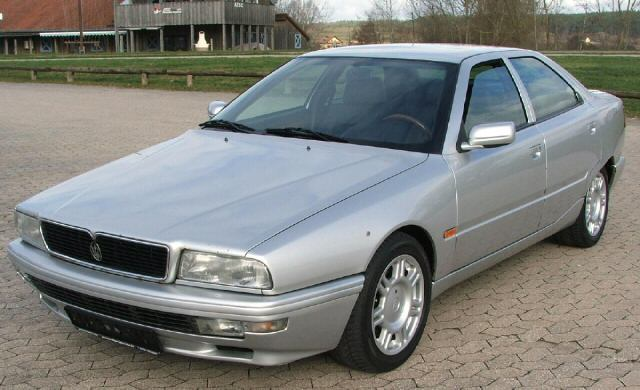
Quattroporte IV

La altura de la proeza de estilo Fiat, Maserati confía a ser más aventureros con Quattroporte IV a partir de 1994. Diseñado por Marcello Gandini, quien había diseñado el Lamborghini Countach, el nuevo coche era más pequeño, muy aerodinámico (0,31 CD), y presentó Gandini angular de la marca de la rueda trasera.
Un 2,8 L V6, se instaló Biturbo, produciendo 284 CV (SAE) (208 kW), alcanzando una velocidad máxima de 255 km / h (158 mph), mientras que los italianos, incluso había un 2,0 L Biturbo V6 producir 287 CV (211 kW) en su lista de precios, tanto procedentes de la Maserati Biturbo motor catálogo. Un V8 de 3.2 L Biturbo se anunció en 1995, procedente de la Maserati Shamal, el desarrollo de 336 CV (246 kW) y llegar a 270 km/h, convirtiéndose así en la berlina más rápida del mundo.
Cuando Ferrari se hizo cargo de Maserati, que presentó un Quattroporte Evoluzione en 1998. Se presentó de 400 mejoras a las normas de fabricación de Maserati. Este modelo mejorado vio el famoso reloj ovalado Maserati desaparecer desde el interior, entre otras cosas.
La producción se detuvo en el 2000.[cita requerida]

## Quattroporte V (2004-2013)

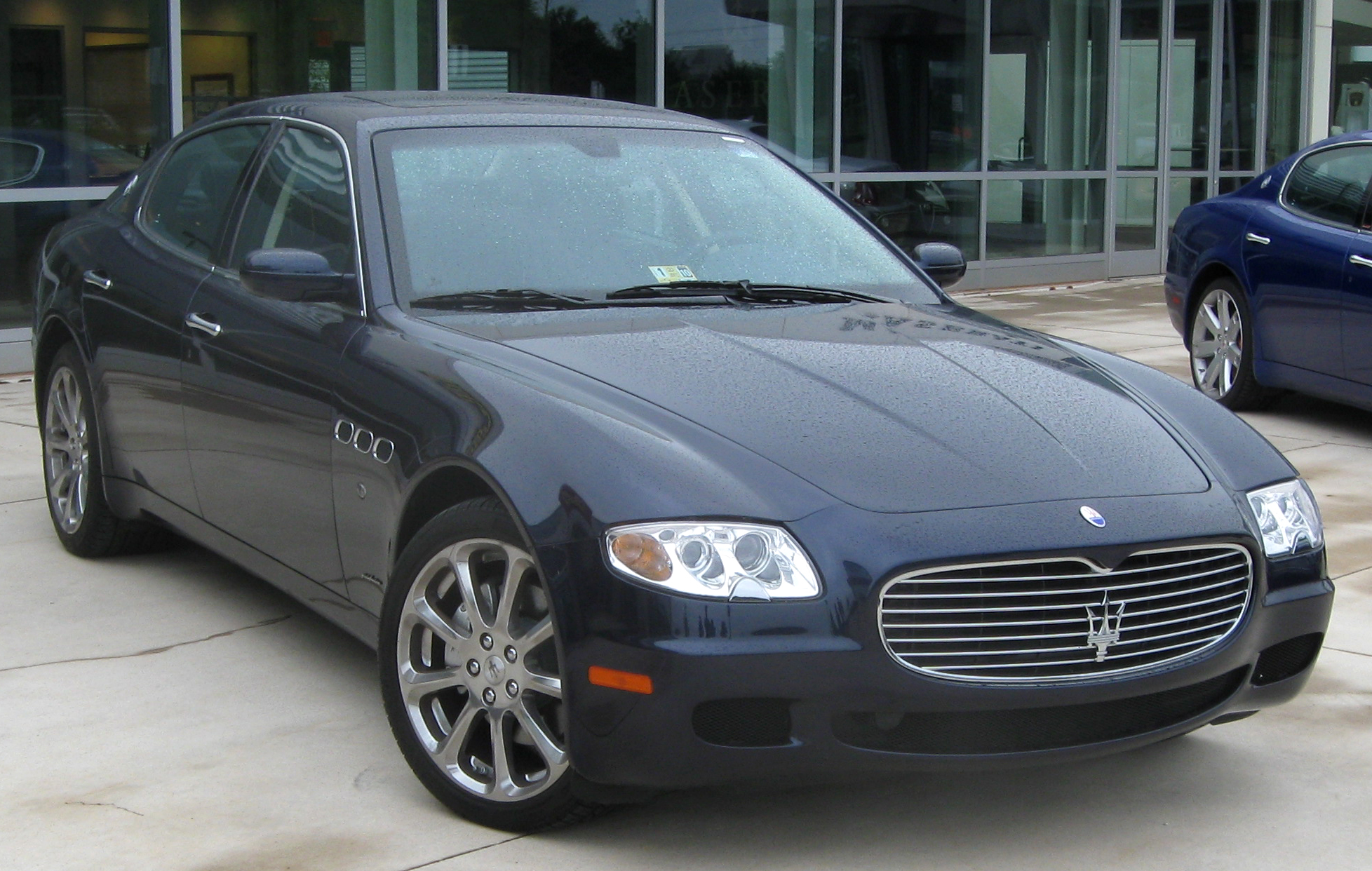
Maserati Quattroporte V

En 2004, Maserati comenzó la producción del nuevo Quattroporte, diseñado por Pininfarina. Equipado con el mismo motor 4,2 L del Coupé, Spyder y el nuevo GranTurismo, pero mejorado hasta alcanzar los 400 CV (SAE) (298 kW). Debido a su mayor peso respecto a las versiones Coupé y Spyder, el Quattroporte demora 5,6 segundos en acelerar de 0 a 100 km / h, y su velocidad máxima es de 269 km / h. Este Quattroporte fue revelado al mundo en el Salón de Fráncfort el 9 de septiembre de 2003, y estrenado en los Estados Unidos en el Pebble Beach Concours d'Elegance en el mismo año. Es la continuación de la larga tradición de los sedanes de lujo de Maserati.
La distribución de pesos (47% delante, 53% atrás) y la transmisión DuoSelect, permiten al Quattroporte un ágil manejo. Esta distribución del peso se consigue mediante la fijación del motor más atrás en el chasis detrás del eje frontal para desplazar la carga hacia la cabina, y la aprobación de la transmisión, que considera que el diseño posterior de la caja de cambios montada en la unidad con el diferencial. La arquitectura es transeje normalmente reservados a los automóviles deportivos de alto rendimiento y es la primera vez que se aplica a un sedán de lujo. La distribución del peso del Quattroporte maximiza la tracción durante la aceleración y empuje para que el coche siga siendo excepcionalmente estable y bien equilibrado en todo momento. Con la nueva transmisión automática, la transmisión es adyacente a la distribución del peso del motor y los cambios frente a 49% / 51% atrás.

### Niveles de acabado
El Maserati Quattroporte se ofrece en cuatro configuraciones: la base Quattroporte, el Quattroporte Sport GT, el Sport Quattroporte GTS y el Quattroporte GT Ejecutive.

#### Sport GT
El Quattroporte Sport GT se presentó en el Salón de Fráncfort en septiembre de 2005. Cuenta con una modificación de transmisión, escape, ruedas de 20 pulgadas, suspensión modificaciones especiales y acentos interiores y exteriores incluyendo una rejilla de malla.

#### Sport GTS
El Quattroporte Sport GTS se presentó en el Salón de Fráncfort en septiembre de 2007. Cuenta con una versión revisada de la suspensión, ruedas de 20 pulgadas y neumáticos traseros más grandes para una mejor manipulación. Los frenos de hierro recibido / rotores de aluminio fundido para una mayor resistencia. Diversas mejoras interiores incluyen alcantara y acentos de fibra de carbono.

#### Executive GT

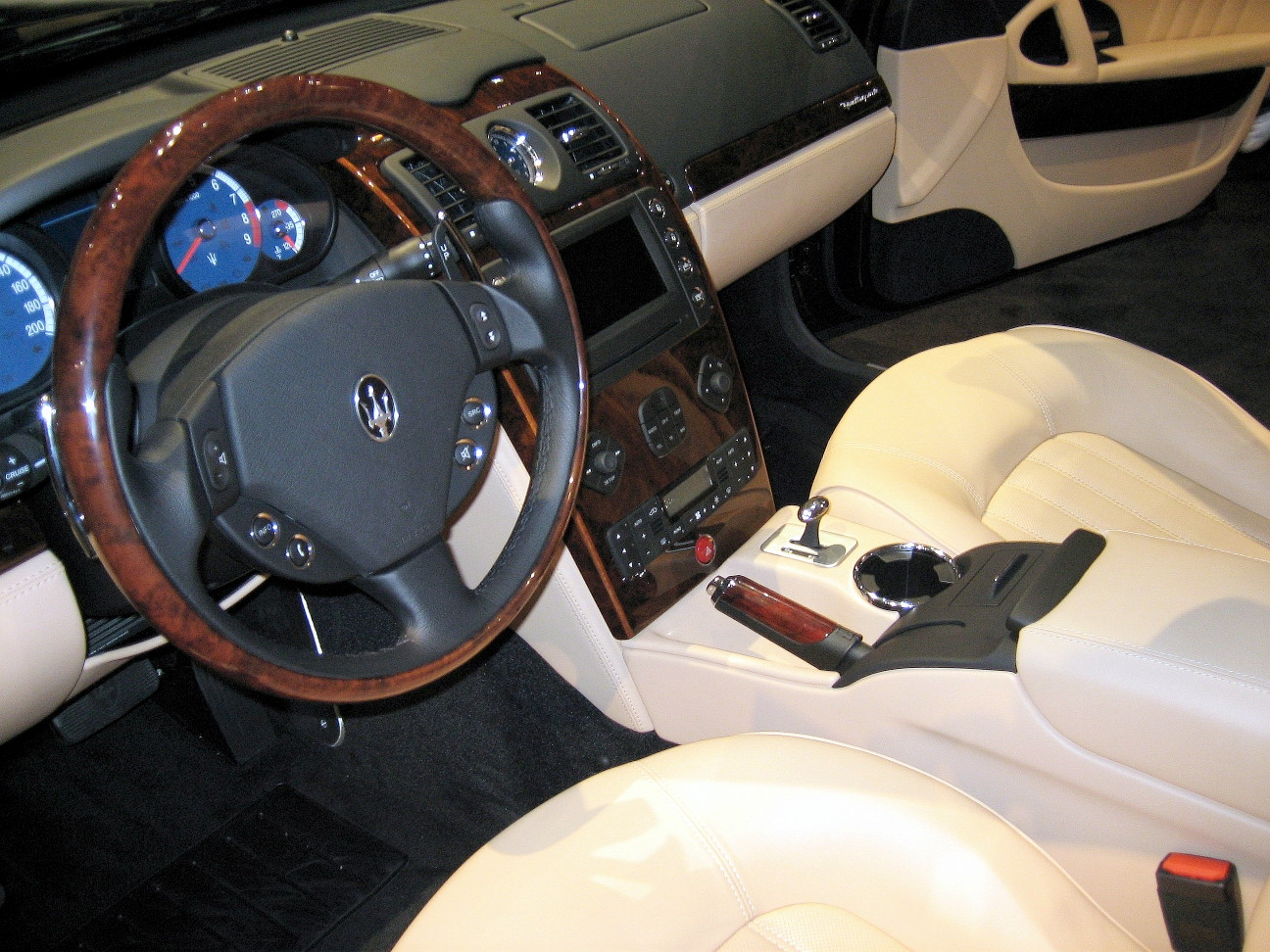
Interior del Executive GT.

El Quattroporte Executive GT se introdujo en el North American International Auto Show en enero de 2006. Se basa en un Neiman-Marcus, con ruedas de 19 pulgadas (480 mm) y un pulido ruedas Alcántara ante recubrimiento del techo interior. Otras características incluyen cromados laterales y frontales y parrillas de madera recortada-volante. Incluye versión estándar 4WD GT Maserati comodidad es un paquete con ventilación, calefacción, masaje asientos traseros, retráctil trasero tablas de madera, y la cortina de tonos en la parte trasera ventanas.

### Duo Select
El Duo Select transmisión estuvo disponible en el lanzamiento de la quinta generación Quattroporte, en 2004. Seleccione un dúo fue CambioCorsa el adelanto de la unidad utilizada por primera vez en el Maserati Coupé. Es un Ferrari basado semiautomático, ubicado en la parte trasera del coche.

### Automática
Debido a problemas de fiabilidad y áspero con el cambio de Ferrari basado semiautomático, una plena transmisión automática de 6 velocidades (ZF) se presentó en el Salón de Detroit en enero de 2007 con la primera entrega los coches después de la puesta en marcha , comercializado como el Maserati Quattroporte Automatica. El Automatica se puso a disposición de remo-Cambiadores GT sobre el deporte como modelo estándar, pero en el modelo base y el Ejecutivo niveles de acabado remos se convirtió en un extra opcional. Con la Automatica, Maserati completamente rediseñado bajo el pinning del coche para adaptarse a la nueva transmisión automática y convertidor de par justo detrás del motor. También se convertirán a húmedo cárter de aceite del sistema de ahorro de costes fin. Por las mismas razones, el método húmedo sumidero también se ofrece en el Maserati GranTurismo.

### Reestilización de 2008
Las imágenes del Quattroporte 2008 aparecieron en Internet el 30 de enero de 2008. Debutó en el Salón oficial de Ginebra en 2008 y se puso a la venta a finales de ese año. En el mismo salón también se presentó el Quattroporte S, con el motor V8 de 4.7 L que rinde 440 CV de potencia y tiene 490 Nm de par motor. Este motor también fue usado en el modelo Granturismo S, y más tarde en el Quattroporte GT S.

#### Ficha técnica
| Ficha Técnica            | Quattroporte                                                                        | Quattroporte S                                                                      | Quattroporte Sport GT S                                                             |
| Motor                    | V8 a 90°                                                                            | V8 a 90°                                                                            | V8 a 90°                                                                            |
| Cilindrada               | 4.244 cc                                                                            | 4.691 cc                                                                            | 4.691 cc                                                                            |
| Alimentación             | iny directa                                                                         | iny directa                                                                         | iny directa                                                                         |
| Distribución             | 4 válvulas por cilindro, dos árboles de levas en cada culata, Distribución Variable | 4 válvulas por cilindro, dos árboles de levas en cada culata, Distribución Variable | 4 válvulas por cilindro, dos árboles de levas en cada culata, Distribución Variable |
| Potencia máxima          | 405 CV a 7.100 rpm                                                                  | 430 CV a 7.000 rpm                                                                  | 440 CV a 7.000 rpm                                                                  |
| Par máximo               | 460 Nm a 4.750 rpm                                                                  | 490 Nm a 4.750 rpm                                                                  | 490 Nm a 4.750 rpm                                                                  |
| Transmisión              | Automática de seis velocidades más reversa                                          | Automática de seis velocidades más reversa                                          | Automática de seis velocidades más reversa                                          |
| Tracción                 | Tracción trasera                                                                    | Tracción trasera                                                                    | Tracción trasera                                                                    |
| Aceleración 0-100 km/h   | 5,6 s                                                                               | 5,4 s                                                                               | 5,1 s                                                                               |
| Velocidad máxima         | 270 km/h                                                                            | 280 km/h                                                                            | 285 km/h                                                                            |
| Consumo medio (l/100 km) | aut (14,7 l/100 km)                                                                 | aut (15,7 l/100 km)                                                                 | aut (15,7 l/100 km)                                                                 |
| Emisiones de CO2         | aut (345 g/km)                                                                      | aut (365 g/km)                                                                      | aut (365 g/km)                                                                      |

### Fábricas
La quinta generación del Maserati Quattroporte se fabricó en la planta de Maserati Módena.

## Maserati Quattroporte VI (2013-2023)

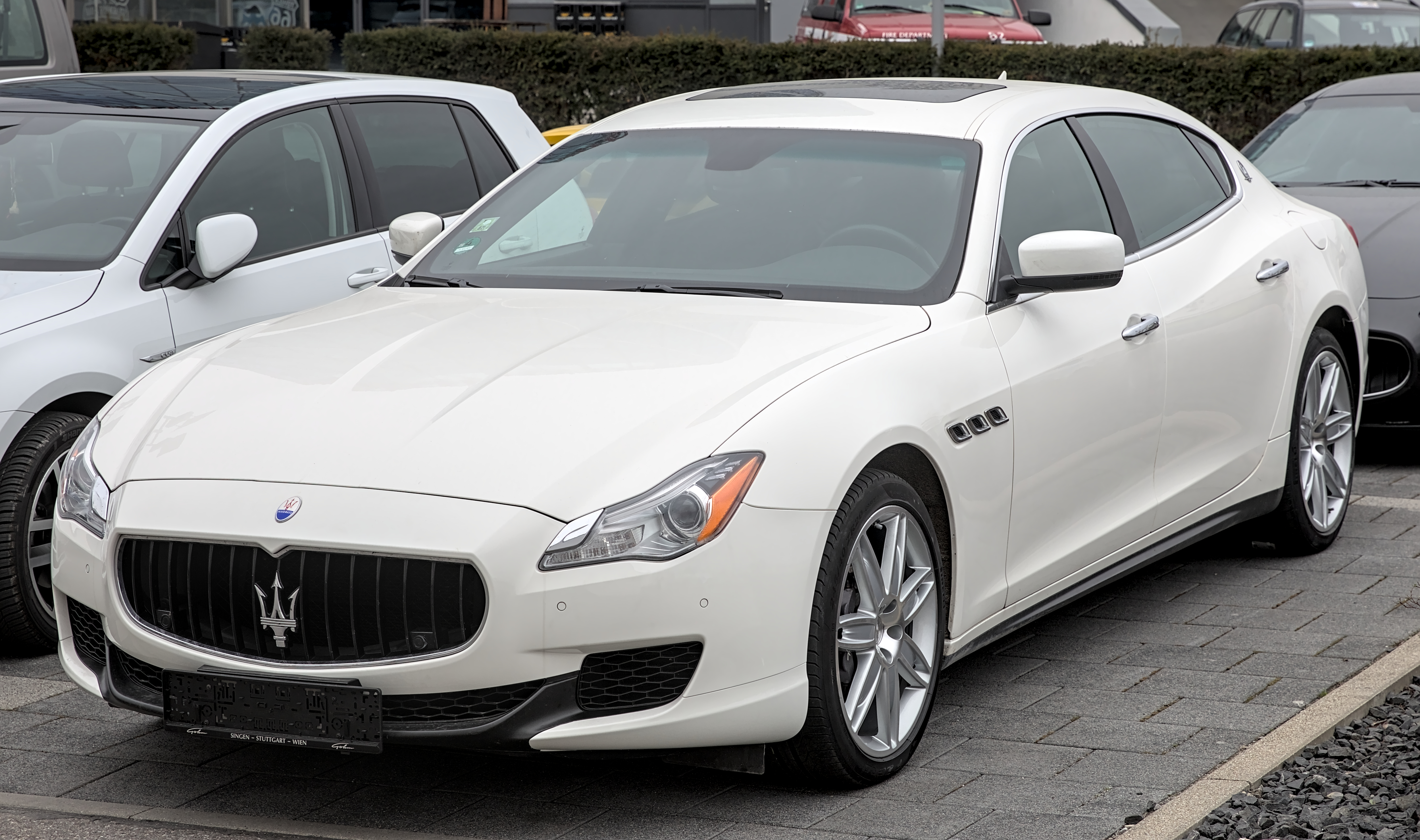
Quattroporte V

El nuevo Maserati Quattroporte (Proyecto M156) es una berlina de lujo de altas prestaciones con cuatro puertas y más de cinco metros de longitud que entró en producción a lo largo de 2013.

### Historia

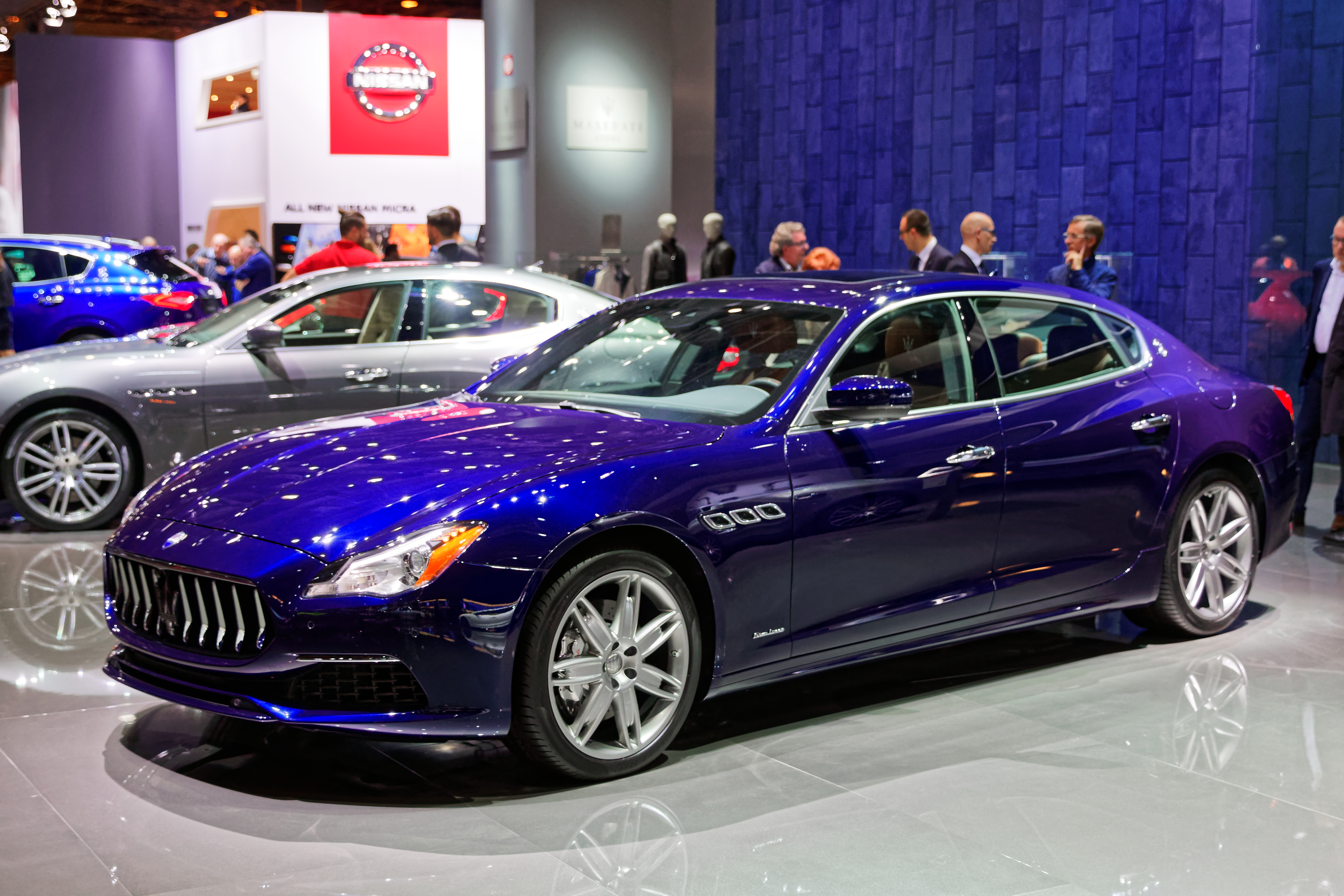
Quattroporte S Q4 en el Salón del Automóvil de París de 2016

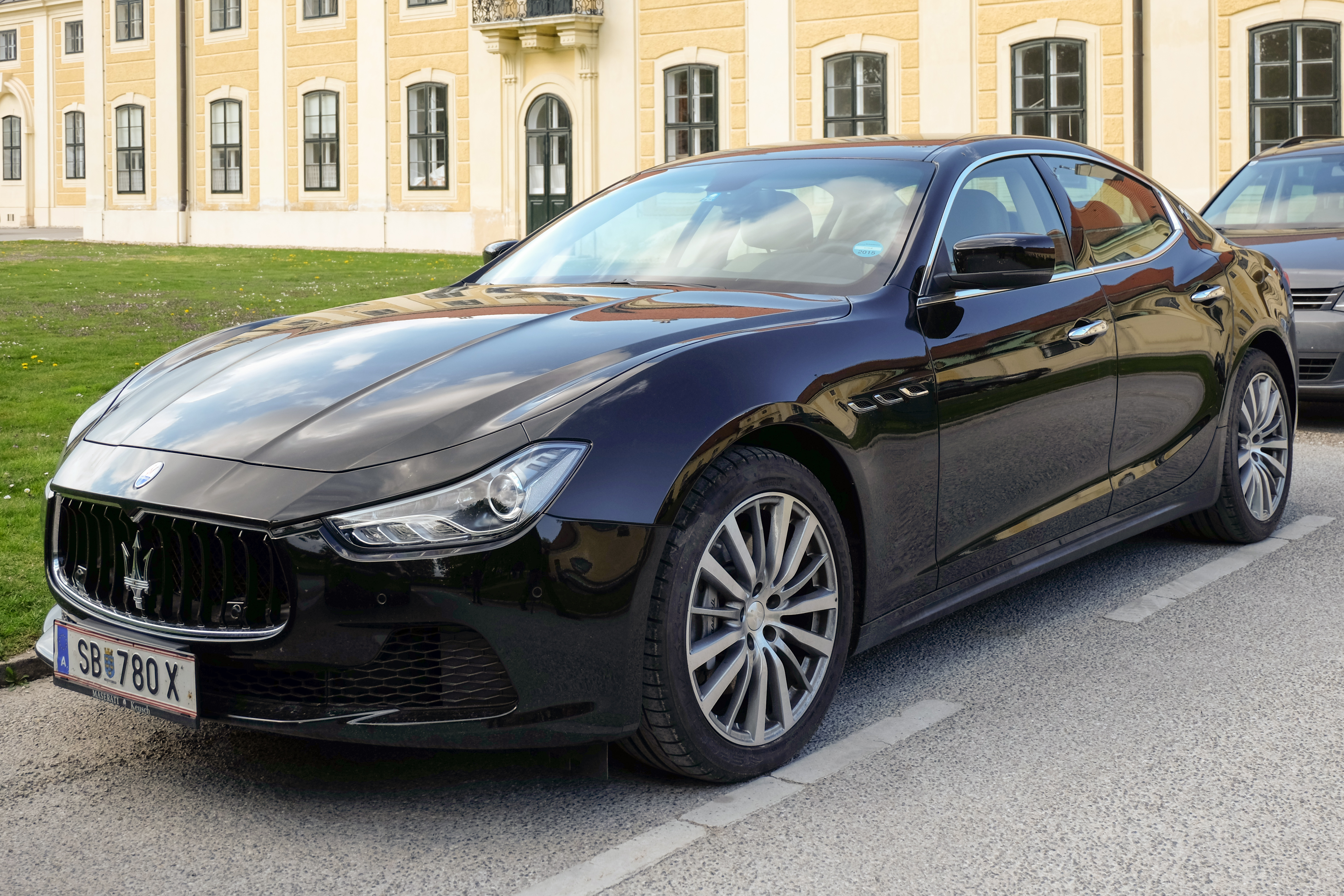
M156 en Viena el 15 de abril de 2018.

En abril de 2012 se anunció que la sexta generación del modelo Quattroporte se fabricaría en la planta turinesa denominada Officine Maserati Grugliasco. Las primeras imágenes del modelo de preproducción camuflado se hicieron públicas en octubre de 2012 y las oficiales fueron desveladas el 6 de noviembre de 2012. Se presentó en el Salón del Automóvil de Detroit de enero de 2013. El modelo, junto con el Levante y el Ghibli, es el primero de una nueva generación de automóviles Maserati con los que la marca pretende alcanzar en 2015 unas ventas globales de más de 50 000 unidades anuales, según indicó Harald Wester, consejero delegado de Maserati. Respecto a anteriores generaciones del Quattroporte, el modelo 2013 crece para dejar espacio al nuevo Ghibli que competiría en el segmento E. Del modelo se esperan unas ventas globales de 80 000 unidades en los 7 u 8 años de vida del producto. La inversión conjunta para el nuevo Ghibli y Quattroporte fue de 950 000 000 € y sus ventas combinadas se espera que ronden las 35 000 unidades anuales.

### Descripción

#### Diseño
Ha sido diseñado por el Centro Stile Maserati dirigido por Lorenzo Ramaciotti, máximo responsable de diseño en Pininfarina, cuando a la firma le fue encargado el diseño del Quattroporte de 2004.

##### Exterior
La apariencia del nuevo Quattroporte reinterpreta las líneas elegantes del modelo de 2004, ahora con un diseño más contemporáneo y agresivo. Algunos elementos característicos del modelo al que sustituye han sido mantenidos y modernizados como la parrilla delantera, las tres tomas de refrigeración laterales o el pilar C en forma triangular. Otras soluciones resultan insólitas como las puertas sin marcos o una tercera ventanilla lateral que acentúa su perfil.

##### Interior
El interior, más espacioso, presenta líneas sencillas y materiales lujosos como madera o piel de alta calidad. El volumen interior del maletero de 530 litros con los asientos sin abatir. El salpicadero ofrece unas líneas limpias y poco recargadas, con muchos controles integrados en las pantallas táctiles. Las plazas traseras se pueden escoger en configuración de dos o tres plazas. Cuenta con numerosos detalles de aluminio y madera. Los asientos con deportivos y envolventes pero también cómodos.

#### Equipamiento
El volante se puede ajustar eléctricamente en profundidad y altura. Los pedales cuentan también con esa posibilidad. Programador de velocidad adaptable de serie. Acceso y arranque sin llave. climatizador de dos zonas Asientos delanteros y traseros calefactados, los delanteros ajustables eléctricamente hasta doce posiciones. En las versiones de cuatro asientos, los traseros tienen ventilación y regulación eléctrica, tapicería de cuero, y segunda fila de asientos abatible.

##### Infoentretenimiento
En el salpicadero cuenta con una pantalla táctil central de grandes dimensiones. Una segunda pantalla de 7" se ubica en el cuadro de instrumentos del conductor, entre el cuenta vueltas y el velocímetro. Puede contar con un equipo de alta fidelidad de Bowers & Wilkins específicamente diseñado para el modelo y con quince altavoces. El apoyabrazos tiene dos espacios para botellas o latas de bebida
conexión bluetooth para teléfono móvil, entrada de audio de fuentes externas p conexión USB
Cuenta con tecnología WLAN la cual varios dispositivos se pueden conectar por Wi-Fi a un router que lleva la tarjeta SIM integrada.
Opcionalmente pueden acompañarse de unas pantallas en la parte trasera de los reposacabezas. El reposabrazos trasero tiene una conexión USB para cargar dispositivos móviles
Puede contar cin un sistema denominado Maserati Touch Control que con una pantalla tácil de 8,4 pulgadas permite manejar el navegador, el equipo de sonido, el lector de DVD y las conexiones USB y «Aux-In» para fuente de sonido externas, de tarjetas SD y manos libres Bluetooth para teléfonos móviles
dos pantallas LCD de 10,2 pulgadas para las plazas traseras completamente independientes

#### Seguridad

##### Activa
Como ayuda electrónica a la conducción cuenta con control de estabilidad Maserati Stability Program (MSP) que integra el ABS, control de tracción, asistencia en frenada de emergencia, distribuidor electrónico de frenada y Hill Holder para ayuda al arranque en rampa. Para facilitar el aparcamiento dispone de cámara de visión trasera, control de distancia de aparcamiento y freno de estacionamiento automático. Los neumáticos cuentan con de control de presión.
Para la iluminación, los faros delanteros son de xenón y cuentan con asistente para la luz de cruce y carretera. La iluminación es activa en cruce y carretera. Esta última con varios programas que modifican la lógica de funcionamiento en función a si se circula por carretera abierta, ciudad o vías con baja visibilidad. Así, en ciudad a menos de 45 km/h la zona iluminada se vuelve más ancha y menos profunda mientras que en caso de lluvia el haz proyectado es más ancho y alto. La iluminación diurna y los pilotos delanteros y traseros cuentan con tecnología led.
El sistema de frenos está formado por discos del fabricante Brembo para ammbos ejes. Son ventilados y perforados, los delanteros de hasta 380 mm y los traseros de 350 mm.

##### Pasiva
De serie para toda la gama ofrece airbag frontal para conductor y pasajero, laterales delanteros y de cabeza delanteros y traseros. Además los asientos cuentan con reposacabezas activos.

#### Suspensión y dirección
La suspensión, denominada "Skyhook", es para toda la gama de dureza variable controlada electrónicamente. Cuenta en ambos ejes con amortiguadores, resorte helicoidal y barras estabilizadoras. La arquitectura de las suspensiones es de paralelogramos deformables, las delanteras formadas por dobles triángulos oscilantes y las traseras de cinco brazos independientes.
La dirección es de cremallera con asistencia hidráulica. El diámetro del Quattroporte es de 11,8 metros entre paredes.

#### Plataforma y carrocería
La plataforma del nuevo Quattroporte es completamente nueva y se desarrolló tomando como base la plataforma de Chrysler. En noviembre de 2012 se hizo público que la carrocería del nuevo Quattroporte tendría un mayor tamaño que el modelo anterior y, sin embargo, su peso se vería reducido significativamente. Sus dimensiones son de 5262 / 1948 / 1481 y su batalla de 3171 mm. Las vías delanteras y traseras son de 1634 y 1647 mm respectivamente, es 16 centímetros más largo, cinco centímetros más ancho y seis centímetros más alto, con una batalla 11 centímetros mayor que el modelo al que sustituye, acercándose a las versiones de batalla larga de los modelos con los que compite. A pesar de sus dimensiones se mantine por debajo de las dos toneladas, partiendo de 1935 kg. Su CX de 0.31, un 12% menos A diferencia de otros de sus competidores, no cuenta con una versión normal y otra de batalla larga por sus elevados costes por lo que se ha optado por ofrecer una única versión a medio camino entre ambas. Su peso se ha reducido 100 kg utilizando aluminio en subchasis delantero, las cuatro puertas, los capós, las aletas delanteras y la mayor parte de las suspensiones o el magnesio utilizado en la estructura del tablero. El reparto de pesos entre ejes es de 50/50. Los pasajeros de la parte trasera tienen 10 cm más para las piernas. el maletero gana 80 litros hata los 530.

#### Motorizaciones
Los motores disponibles inicialmente para la sexta generación del Quattroporte son un V6 y un V8 de nueva generación, desarrollados por ingenieros de Maserati y Ferrari, siendo producidos en la fábrica de Ferrari en Maranello. Los motores fueron diseñados bajo la supervisión de Paolo Martinelli, director en el departamento de motores de Fórmula 1 de Ferrari en la época de Michael Schumacher. En el momento de su presentación se anunció que serían más ecológicos y potentes, convirtiéndose en los motores más eficientes y sostenibles jamás construidos por Maserati y el sedan de mayor rendimiento en su historia según Roberto Corradi, director de desarrollo de automóviles Maserati.
Ambos están situados en posición delantera longitudinal y tanto el bloque como la culata están realizados en aluminio.
Ambos son de inyección directa y de aspiración biturbo con intercooler.
El Quattroporte tiene un sistema denominado Increased Control and Efficiency (ICE) que modifica la respuesta del acelerador, anula la función overboost del turbo y mantiene cerradas las válvulas que hay en el escape en el modo «Sport» por debajo de 5000 rpm. También influye en la caja de cambios, suavizando y ralentizando el paso de una marcha a otra.
Cuentan con dos lógicas de funcionamiento: Normal y Sport
Los consumos se han reducido un 25%
El V6 era compartido por otros modelos del grupo, como el siguiente Alfa Romeo del segmento E y el Ghibli.

#### Transmisiones
La caja de cambios es automática de ocho velocidades de convertidor de par. Puede actuar de modo automático o manualmente accionando las levas situadas tras el volante o la palanca de la consola. En cualquier caso, dispone de cinco modos de funcionamiento: Auto Normal, Auto Sport, Manual Normal, Manual Sport e Increased Control and Efficiency (ICE).
Todos los Quattroporte son de tracción trasera, pero con el V6 puede contar con tracción en las cuatro ruedas. Con esta modalidad en condiciones normales el sistema entrega todo el par al eje trasero, pero en función a las necesidades puede transferirse hasta un 50% al eje delantero.
Toda la gama dispone de diferencial mecánico de deslizamiento limitado y los neumáticos utilizados para son 245/40 R20 en el eje delantero y 245/40 R20 en el trasero, siendo los traseros más anchos que los delanteros.
| Versión           | Motor | Cilindrada                   | Distribución | Potencia                                | Par máximo                           | Velocidad máxima   | Aceleración 0-100 km/h (0-62 mph) | Consumo                              | Emisiones de CO2  | Tracción |
| ----------------- | ----- | ---------------------------- | ------------ | --------------------------------------- | ------------------------------------ | ------------------ | --------------------------------- | ------------------------------------ | ----------------- | -------- |
| Quattroporte S    | V6    | 2979 cm³ (3 L; 181,8 plg³)   | DOHC 24v     | 410 CV (404 HP; 302 kW) @ 5500 rpm      | 550 N·m (406 lb·pie) @ 1750-5000 rpm | 285 km/h (177 mph) | 5.1 segundos                      | 10,5 L/100 km (9,5 km/L; 22,4 mpgAm) | 244 g (8,6 oz)/km | Trasera  |
| Quattroporte S Q4 | V6    | 2979 cm³ (3 L; 181,8 plg³)   | DOHC 24v     | 430 CV (424 HP; 316 kW) @ 5750 rpm      | 575 N·m (424 lb·pie) @ 2250-4000 rpm | 288 km/h (179 mph) | 4.8 segundos                      | 10,5 L/100 km (9,5 km/L; 22,4 mpgAm) | 246 g (8,7 oz)/km | Total    |
| Quattroporte GTS  | V8    | 3798 cm³ (3,8 L; 231,8 plg³) | DOHC 32v     | 530 CV (523 HP; 390 kW) @ 6500-6800 rpm | 710 N·m (524 lb·pie) @ 2000-4000 rpm | 307 km/h (191 mph) | 4.7 segundos                      | 11,8 L/100 km (8,5 km/L; 19,9 mpgAm) | 244 g (8,6 oz)/km | Trasera  |

### Fábrica
La sexta generación del Quattroporte se fabrica en la planta turinesa denominada Officine Maserati Grugliasco, anteriormente perteneciente al Gruppo Bertone. La planta fue adquirida a finales de 2009 por el grupo automotriz Fiat S.p.A. a Carrozeria Bertone y se encuentra cerca de Turín. Las instalaciones cuentan con 103 000 m² (25,5 acres) de superficie que fueron completamente reconvertidas para albergar la producción tanto de los nuevos Quattroporte como Ghibli. Su producción cesó en 2023 al ser descontinuado.
Sus motores son fabricados en la fábrica de Ferrari en Maranello, para lo que en ella se realizó una inversión de 50 000 000 €.